# Manga Films
Manga Films era una empresa española en el sector audiovisual nacida en 1992. Es la primera distribuidora española independiente, con una facturación de más de 46 millones de euros. Posee un catálogo de más de 3200 títulos, con películas como Traffic y Gangs of New York, series como Teletubbies y animes como Dragon Ball.
En un primer momento, Manga Films apostó por introducir la animación japonesa en nuestro mercado con Dragon Ball como éxito más emblemático.
Los títulos de Manga Films fueron distribuidos por Fox Video hasta que PolyGram adquirió el catálogo de Manga Films de Fox Video en 1995, Manga comenzó a distribuir sus títulos por PolyGram, y cuando Universal Pictures adquirió el catálogo de PolyGram en 1999, Universal comenzó a lanzar títulos de Manga hasta 2007 cuando Warner Home Video tomó encima. En 2014, Divisa comenzó a distribuir títulos de Vértice Cine.
En 2006, la empresa Avánzit compró Manga Films por 18 millones de euros. Avánzit la fusionó con Notro Films (que compró en 2007) en 2009 para crear Vértice Cine uniéndose ambas distribuidoras y sus catálogos.